# 関根史織
関根 史織（せきね しおり、1985年12月8日 - ）は、日本のベーシスト、チャップマン・スティック奏者。Base Ball Bearのベース担当。またチャップマン・スティックを用いたソロプロジェクト「stico」としても活動している。

## 経歴
2001年に同じ高校に通っていた小出祐介や堀之内大介らとともにBase Ball Bearを結成。自身が他のメンバーよりも歳が1つ下で、当時音楽のこともよく知らないうえに演奏が下手であったことから、最初はめちゃめちゃ怒られたりもしたし一生懸命ついていこうという感じでしたねと回想している。
2005年公開の映画『リンダ リンダ リンダ』にメインキャストである白河望役として出演している。
Base Ball Bearとしては、2006年4月12日に発売されたミニ・アルバム『GIRL FRIEND』でメジャーデビューを果たした。
2012年2月14日に放送されたラジオ番組『SCHOOL OF LOCK!』で結婚を発表。
2018年12月、tatsuやオータコージとともにインストゥルメンタル・ユニット「stico」を始動。2020年2月20日に同ユニット初の音源『象と話す女』を発売。
2021年10月15日にテレビ朝日系で放送された『ミュージックステーション35周年記念4時間スペシャル』に、椎名林檎が同番組のために結成したバンド「Elopers」のメンバーとして出演。

## 人物
Base Ball Bearではベースとコーラスを担当。「Typical Girl」や「A HAPPY NEW YEAR」など一部の楽曲でソロでボーカルを取っているほか、「恋する感覚」は花澤香菜とのツイン・ボーカル曲となっている。
好きなアーティストとしてジェスロ・タル、キャラヴァン、鈴木慶一の3組を挙げている。
プログレッシブ・ロックに精通している。2010年7月12日にNHK-FMにて13時間にわたって放送された特別番組『今日は一日プログレ三昧』にゲストとして出演した。
33歳まで運転免許証を持っていなかったが、チャップマン・スティックを始めてから「自分で楽器を持ち運べるようになりたい」と思ったことから取得。

## ディスコグラフィ

### EP
※いずれも「stico」としての作品
| #  | タイトル                                                | 作詞 | 作曲・編曲 |
| -- | ------------------------------------------------------- | ---- | ---------- |
| 1. | 「象と話す女」                                          |      |            |
| 2. | 「変な棒 (instrumental)」                               |      |            |
| 3. | 「ひとり暮らし」                                        |      |            |
| 4. | 「チャップマンスティックの正しい使い方 (instrumental)」 |      |            |

| 全作詞・作曲: 関根史織。 |                                   |          |            |
| #                        | タイトル                          | 作詞     | 作曲・編曲 |
| 1.                       | 「スピークイージー」              | 関根史織 | 関根史織   |
| 2.                       | 「病気じゃない」                  | 関根史織 | 関根史織   |
| 3.                       | 「absented lover (instrumental)」 | 関根史織 | 関根史織   |
| 4.                       | 「アルフォンソとダイアン」        | 関根史織 | 関根史織   |

### 参加作品
| アーティスト              | タイトル               | 初出                   |
| ------------------------- | ---------------------- | ---------------------- |
| シュノーケル              | 「おかしな2人」        | 『天気予報』           |
| Rei                       | 「Oo-Long-Cha」        | 『ORB』                |
| さわおとまり              | 「さよならマクレガー」 | 『さよならマクレガー』 |
| さわおとまり              | 「PALY MUSIC!」        | 『さよならマクレガー』 |
| さわおとまり              | 「ノスタルジア」       | 『さよならマクレガー』 |
| さわおとまり              | 「べつにI DON'T CARE」 | 『さよならマクレガー』 |
| 内田万里+クレイジーピッグ | 「秘密」               | 『離脱』               |
| 内田万里+クレイジーピッグ | 「離脱」               | 『離脱』               |
| 内田万里+クレイジーピッグ | 「孤独」               | 『離脱』               |

## 作曲担当
| アーティスト   | 曲名             | 担当 | 収録アルバム  |
| -------------- | ---------------- | ---- | ------------- |
| Base Ball Bear | 「試される」     | 作曲 | 『C3』        |
| Base Ball Bear | 「PARK」         | 作曲 | 『C3』        |
| Base Ball Bear | 「EIGHT BEAT詩」 | 作曲 | 『C3』        |
| Base Ball Bear | 「悪い夏」       | 作曲 | 『DIARY KEY』 |

## 出演

### テレビドラマ
- パリピ孔明 最終話（2023年11月29日、フジテレビ） - 南房佐智子 役[20]

### 映画
- リンダ リンダ リンダ（2005年） - 白河望 役[21][22]